# Quebracho (Cerro Largo)
Quebracho es una localidad uruguaya del departamento de Cerro Largo.

## Ubicación
La localidad se encuentra situada, en la zona centro-oeste del departamento de Cerro Largo,
sobre la cuchilla de Tupambaé, próximo a las costas del arroyo Coímbra. Se accede a ella por camino vecinal desde la localidad de Cerro de las Cuentas, de la cual dista 19 km.

## Población
De acuerdo al censo de 2011 la localidad contaba con una población de 70 habitantes.
| 70            |
| (Fuente: INE) |